# Middenvelder

Een 4-3-3 opstelling.

Een middenvelder is een voetballer die tussen de verdedigers en de aanvallers speelt. Een middenvelder kan aanvallend en verdedigend spelen. Vaak wordt het middenveld gezien als de spil van het spel. Een opinie in het voetbal is: wie het middenveld beheerst heeft de meeste kans om te winnen.
Wanneer men met lange ballen (i.e. ballen die een lange afstand afleggen) speelt, slaat men het middenveld over. De verdedigers jagen de bal dan naar voren, in de hoop zo tijd te winnen of omdat ze geen aanspeelpunt vinden op het middenveld. Dit komt vaak voor in het slot van een wedstrijd, wanneer er weinig tijd rest.

## Soorten middenvelders

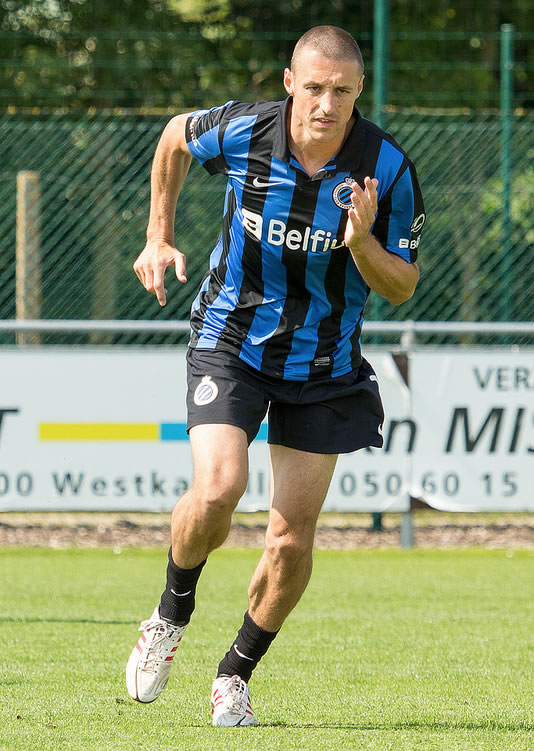
Timmy Simons was een verdedigende middenvelder.

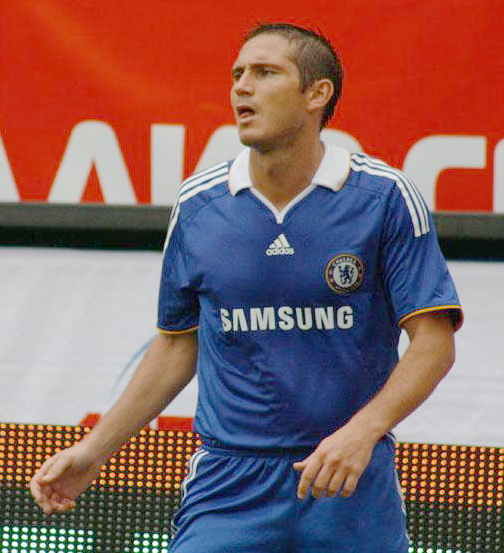
Frank Lampard is een box-to-box middenvelder.

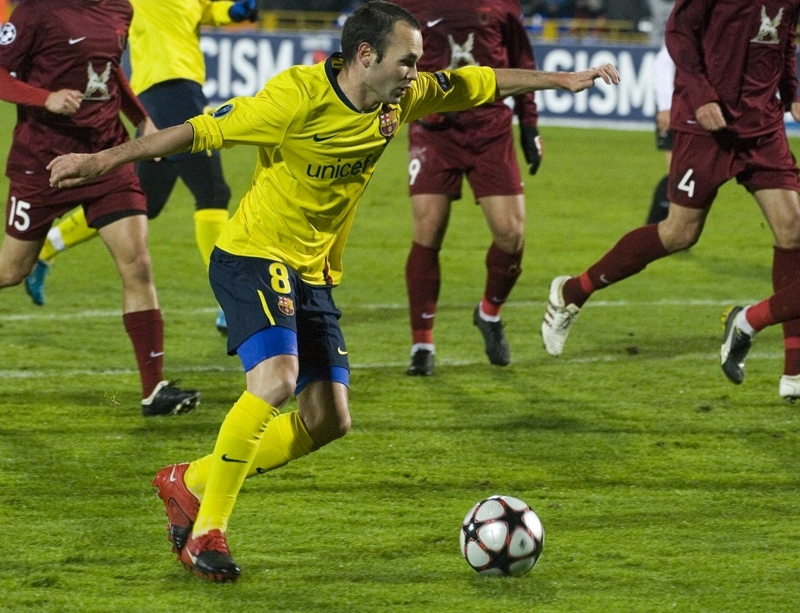
Andrés Iniesta is een centrale middenvelder.

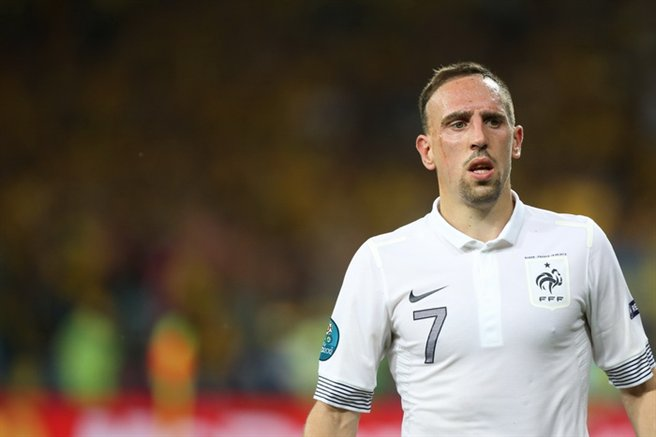
De Fransman Franck Ribéry is een buitenspeler.

Het belangrijkste onderscheid tussen middenvelders is het verschil tussen flankspelers en centrale middenvelders (flanken worden ook weleens vleugels genoemd).

### Centrale middenvelders
Een verdedigende middenvelder speelt meestal beheerst en minder aanvallend. Er zijn verschillende typen verdedigende middenvelders. 
Ten eerste is er de zogenaamde anchorman. Deze bevinden zich tussen de verdediging en de overige middenvelders in en richten zich vooral op het afpakken van de bal, die ze erna inleveren bij de andere middenvelders, die verder opbouwen. Bekende spelers die deze rol vervullen zijn Nemanja Matić, Nigel de Jong, N'Golo Kanté, Timmy Simons, Sergio Busquets en Blaise Matuidi
Ten tweede is er de verdedigende spelmaker. Deze spelen redelijk verdedigend, eisen de bal op van de verdedigers en verdelen het spel van achter het middenveld. Deze spelers worden gekenmerkt door een goede pass en goede techniek. Ook kunnen ze het spel versnellen. Bekende spelers die deze rol vervullen zijn Andrea Pirlo, Xabi Alonso, Mark van Bommel en Frenkie de Jong
Een aanvallende middenvelder scoort en laat scoren. Deze spelers hebben veelal een goede pass, goed schot, zijn snel en hebben een goed spelinzicht. Er zijn twee typen aanvallende middenvelders.
Ten eerste is er de vooruitgeschoven spelmaker. Deze spelers zijn in balbezit de tempobepalende spelers van de ploeg en verdelen het spel, terwijl ze voornamelijk opereren op de helft van de tegenstander. Bij balverlies zetten ze druk op de opbouwende spelers van de tegenstander, voornamelijk de verdedigende middenvelder. Bekende spelers uit deze categorie zijn Kevin De Bruyne, James Rodríguez, Dennis Bergkamp, Zinédine Zidane, Wesley Sneijder, Rafael van der Vaart, Mesut Özil en Kaká.
Ten tweede is er de trequartista. De term komt uit het Braziliaans en veel van dit type spelers zijn ook Brazilianen. Het verschil tussen de trequartista en de vooruitgeschoven middenvelder zit hem in het verdedigende aspect, de trequartista verdedigt niet mee maar zoekt als zijn ploeg niet in balbezit is naar ruimtes voor een volgende aanval. Soms wordt een trequartista als aanvaller gerekend. Bekende spelers uit deze categorie zijn Diego Ribas da Cunha en Juan Román Riquelme.
Een centrale middenvelder heeft de kwaliteiten van zowel de verdedigende als de aanvallende middenvelders. Hij kan op beide posities spelen, maar komt veelal het best tot zijn recht als hij de vrijheid heeft om beide rollen te vervullen. Er zijn verschillende typen centrale middenvelders. Ten eerste is er de box-to-boxmiddenvelder. De term box-to-box komt uit Engeland en betekent dat de speler vrijwel het hele voetbalveld van strafschopgebied tot strafschopgebied bespeelt. Deze spelers worden gekenmerkt door een goede tackle, goede pass, maar vooral een geweldige conditie. Bekende spelers die deze rol vervullen zijn Sami Khedira, Steven Gerrard, Radja Nainggolan en Frank Lampard. Ten tweede is er de spelmaker. Deze spelers bespelen ook een groot stuk van het speelveld, maar doen dit alleen in balbezit, zonder de nadruk op verdedigende taken die een box-to-boxmiddenvelder wel heeft. Bekende spelers die deze rol vervullen zijn Xavi Hernández, Andrés Iniesta, Cesc Fàbregas, Mesut Özil en Michael Ballack.

### Flankspelers
Flankspelers kunnen op de linker- of rechterflank spelen en soms kunnen ze uit de voeten op beide flanken. Er zijn verschillende typen flankspelers.
Ten eerste is er de links/rechtshalf. Deze spelers kunnen vaak ook als centrale middenvelder spelen en beschikken over een goede pass. De bekendste speler uit deze categorie is David Beckham.
Ten tweede is er de buitenspeler, in het Engels winger genoemd. Deze spelers worden ook weleens tot de aanval gerekend, maar in een tactiek met vier of vijf middenvelders behoren ze tot het middenveld. Deze spelers zijn snel, hebben een goede voorzet en beschikken over verschillende passeerbewegingen.
Ten derde is er de naar binnen trekkende flankspeler. Deze flankspelers spelen op de flank tegenovergesteld aan het been waarmee ze het best schieten, dat wil zeggen een rechtsbenige speler die op de linkerflank speelt. Het voordeel van dit type spelers is dat ze een passeerbeweging naar het centrum kunnen maken en direct erna kunnen schieten. Bekende spelers uit deze categorie zijn Cristiano Ronaldo, Lionel Messi, David Villa, Franck Ribéry, Eden Hazard, Arjen Robben en Neymar.

## Tactieken
De meeste tactieken gebruiken een middenveld bestaande uit drie, vier of vijf middenvelders. Tactieken met drie middenvelders kunnen gebruikmaken van drie centrale middenvelders, twee centrale middenvelders met een aanvallende middenvelder (de punt naar voren), twee centrale middenvelders met een verdedigende middenvelder (de punt naar achteren), een centrale middenvelder met twee flankspelers, een verdedigende middenvelder met twee flankspelers en een aanvallende middenvelder met twee flankspelers. De bekendste variant is de 4-3-3. 
Tactieken met vier middenvelders hebben nog meer variaties, de meest gebruikte vormen zijn de tactiek met twee flankspelers en twee centrale middenvelders op een horizontale lijn of de tactiek met de ruit op het middenveld, gevormd door een verdedigende middenvelder, twee flankspelers en een aanvallende middenvelder. Bekende varianten zijn de 4-4-2 en de 3-4-3.
Tactieken met vijf middenvelders hebben zelfs nog meer variaties dan tactieken met vier middenvelders. De belangrijkste variant is hier een tactiek met twee centrale, verdedigendere middenvelders, waarvoor een aanvallende middenvelder en twee flankspelers geposteerd staan. Bekende tactieken zijn de 4-5-1 en de 3-5-2.